# طب العيون العصبي
طب العيون العصبي (بالإنجليزية: Neuro-ophthalmology)‏ هو اختصاص فرعي أكاديمي يجمع بين مجالي طب الجهاز العصبي وطب العيون، ويتعامل غالبًا مع الأمراض الجهازية المعقدة التي تشمل تظاهرات في جهاز الرؤية. يكمل أخصائيو طب العيون العصبي في البداية فترة الإقامة للتخصص في طب الجهاز العصبي أو طب العيون، ثم يحصلون على زمالة في المجال التكميلي. قد تظهر الدراسات التشخيصية نتائج طبيعية لدى المرضى المصابين بالأمراض العينية العصبية البليغة، نتيجة لذلك، يشكل كل من أخذ التاريخ الطبي المفصل وإجراء الفحص الجسمي أمرًا أساسيًا، إذ غالبًا ما يقضي أخصائيو طب العيون العصبي فترات زمنية طويلة مع مرضاهم.
تشمل الأمراض الشائعة التي يجب إحالتها إلى أخصائي طب العيون العصبي كلًا من اضطرابات جهاز الرؤية الواردة (مثل التهاب العصب البصري، والاعتلال العصبي البصري، ووذمة حليمة العصب البصري، وأورام الدماغ والسكتة الدماغية) واضطرابات جهاز الرؤية الصادرة (مثل تفاوت الحدقتين، وازدواج الرؤية، والشلل في عضلات العين، وتدلي الجفن، والرأرأة، وتشنج الجفن، والنوبات في العين أو عضلاتها وتشنج الوجه الشقي). تُعد جمعية أمريكا الشمالية لطب العيون العصبي (إن إيه إن أو إس) الجمعية الدولية الأكبر لأطباء العيون العصبيين، إذ تشمل فعالياتها تنظيم اجتماع سنوي ونشر مجلة طب العيون العصبي. ينضم أخصائيو طب العيون العصبي غالبًا إلى الهيئة التدريسية في المراكز الطبية الجامعية الكبيرة. يعاني المرضى في أغلب الحالات من أمراض مرافقة عائدة إلى مجالات أخرى (طب الروماتزم، وعلم الغدد الصم، وعلم الأورام، وطب القلب وما إلى ذلك)، يمثل أخصائي طب العيون العصبي بالتالي صلة الوصل بين قسم طب العيون والأقسام الأخرى في المركز الطبي.

## الوصف
يركز طب العيون العصبي على أمراض الجهاز العصبي المؤثرة على الرؤية، أو التحكم في حركات العين أو منعكسات الحدقة. غالبًا ما يتعامل أخصائيو طب العيون العصبي مع المرضى المصابين بأمراض جهازية متعددة، وقد يواجهون «تشخيصات مفاجئة» بشكل شائع. يعمل أخصائيو طب العيون العصبي غالبًا كمدرسين نشطين في المؤسسة الأكاديمية الخاصة بهم، ويحتلون أيضًا المراكز الأربعة الأولى الحاصلة على جوائز التدريس لأكاديمية ستراتسما الأمريكية المرموقة لطب العيون. لا يتطلب طب العيون العصبي في أغلب الحالات إجراءات جراحية، مع ذلك، قد يتدرب أخصائيو طب العيون العصبي على إجراء كل من جراحات عضلات العين لعلاج الحول لدى البالغين، ونوفذة العصب البصري في حالة فرط الضغط داخل القحف مجهول السبب وحقن ذيفانات السجقية في حالة تشنج الجفن أو تشنج الوجه الشقي.

## التطورات التاريخية
لم يكن هناك أي كتاب مدرسي عن طب العيون العصبي في اللغة الإنكليزية حتى مطلع القرن العشرين. في عام 1906، تشارك كل من د. ويليام كامبل بوسي، أستاذ طب العيون في عيادة فيلادلفيا متعددة التخصصات، ود. ويليام ج. سبيلر، أستاذ علم الأعصاب في جامعة بنسلفانيا، في تحرير كتاب العين والجهاز العصبي: علاقاتهما التشخيصية بواسطة باحثين عديدين عبر دار النشر الأمريكية ج. ب. ليبينكوت وشركائه. وفق ما جاء في مقدمة الكتاب، «تُعتبر دراية طبيب العيون بعلم الأعصاب إحدى المسلمات المعروفة عمومًا، وتمثل المعرفة بطب العيون إحدى أعظم الخدمات التي يمكن تقديمها لطبيب الأعصاب، على الرغم من ذلك، لا يوجد أي كتاب في اللغة الإنكليزية قادر على تغطية القاعدة التي تجمع التخصصين».
يُعد فرانك ب. والش أحد رواد طب العيون العصبي، إذ ساعد في زيادة شعبية هذا المجال إلى جانب تطويره. وُلد والش في بلدة أوكسبو، ساسكاتشوان في عام 1895، وحصل على شهادة من جامعة مانيتوبا في عام 1921. التحق بعد ذلك بمعهد ويلمر لطب العيون في جامعة جونز هوبكنز وبدأ في تنظيم مؤتمرات طب العيون العصبي في صباح السبت. ألف والش أول كتاب مدرسي في طب العيون العصبي، إذ نُشر في عام 1947 وخضع لتحديثات عديدة على مر السنين عبر أجيال من طلاب والش.